# Stuart Cooper
Stuart W. Cooper (* 1942 in Hoboken) ist ein US-amerikanischer Filmemacher, Schauspieler und Drehbuchautor.

## Leben
Cooper zog in den 1960er Jahren nach Großbritannien, wo er auch seine Schauspielerkarriere startete. Seine bekannteste Rolle war die des Roscoe Levers im Film Das dreckige Dutzend (1967), eines der Mitglieder des titelgebenden Dutzends. Er trat aber auch in den Filmen Was kommt danach…? (1967) und Subterfuge (1968) auf.
1970 drehte er mit dem Kurzfilm Gewaltprobe sein Regiedebüt. Die Dramedy Little Malcolm and His Struggle Against the Eunuchs von 1974 gewann bei der Berlinale einen Silbernen Bären. Dies konnte er im Folgejahr mit Overlord wiederholen.
Anschließend arbeitete er überwiegend fürs Fernsehen. Sein Schaffen als Regisseur umfasst rund zwei Dutzend Produktionen.

## Filmografie
Als Schauspieler
- 1964: Das große Abenteuer (The Great Adventure, Fernsehserie, 2 Folgen)
- 1967: Das dreckige Dutzend (The Dirty Dozen)
- 1967: Was kommt danach…? (I’ll Never Forget What’s’isname )
- 1968: Subterfuge

Als Regisseur
- 1970: Gewaltprobe (A Test of Violence, Kurzfilm)
- 1973: Kelly Country (Dokumentarfilm)
- 1974: Little Malcolm and His Struggle Against the Eunuchs
- 1975: Ravi Shankar's Music Festival from India (Fernsehsendung)
- 1975: Overlord
- 1977: Sein letzter Mord (The Disappearance)
- 1985: A.D. – Anno Domini (A.D., Miniserie)
- 1985: Flammender Sommer (The Long Hot Summer, Zweiteiler)
- 1985: Frohe Weihnachten, Mrs. Kingsley (Christmas Eve, Fernsehfilm)
- 1988: Mamma Lucia (The Fortunate Pilgrim, Miniserie)
- 1991: Payoff (Fernsehfilm)
- 1991: One Special Victory (Fernsehfilm)
- 1993: Blond und tödlich (Rubdown, Fernsehfilm)
- 1994: Tod im Rotlicht (Dancing with Dange, Fernsehfilm)
- 1994: Bittersüße Vergeltung (Bitter Vengeance, Fernsehfilm)
- 1995: Schrecken der Vergangenheit (Out of Annie’s Past, Fernsehfilm)
- 1996: Death Attack – Hinterhalt in der Wildnis (Dead Ahead, Fernsehfilm)
- 1996: Bloodhounds II (Fernsehfilm)
- 1997: Hetzjagd durch die Rocky Mountains (The Ticket, Fernsehfilm)
- 1998: Die Gejagte – Eine Frau kämpft um ihr Leben (The Hunted, Fernsehfilm)
- 1998: Chamäleon – Spektakuläre Verwandlung (Chamaeleon, Fernsehfilm)
- 2000: Die Abzocker – Eine eiskalte Affäre (The Hustle, Fernsehfilm)
- 2010: Der Magier (Magic Man, Fernsehfilm)
- 2016: The Investigation (Fernsehfilm)